# Khafji
Khafji er en by i det nordøstlige Saudi-Arabien med et indbyggertal  indbyggere. Khafji ligger på kysten til den Persiske Golf.
Byen lå tidligere i en neutral, statsløs zone mellem Kuwait og Saudi Arabien, men blev i 1950'erne en del af det saudiske kongerige.